# Botjo
Botjo (en árabe: تطفت‎, en francés: Bourkha) es una localidad marroquí perteneciente al municipio de Taatot, en la región de Tánger-Tetuán-Alhucemas. Desde 1912 hasta 1956 perteneció a la zona norte del Protectorado español de Marruecos.